# Australobolbus bacchusi
Australobolbus bacchusi är en skalbaggsart som beskrevs av Henry Fuller Howden 1989. Australobolbus bacchusi ingår i släktet Australobolbus och familjen Bolboceratidae. Inga underarter finns listade.